# واشینگتن، نیوجرسی
واشینگتن (به انگلیسی: Washington) شهری در ایالت نیوجرسی کشور ایالات متحده آمریکا است که جمعیت آن در سرشماری سال ۲۰۱۰ میلادی، ۶٬۴۶۱ نفر بوده‌است.